# Polańskie Parcele
Polańskie Parcele (biał. Парцэль-Паляны, Parcel-Palany; ros. Парцель-Поляны, Parcel-Polany; pol. hist. Kolonia Polany) – wieś na Białorusi, w obwodzie grodzieńskim, w rejonie ostrowieckim, w sielsowiecie Ryteń.

## Historia
W dwudziestoleciu międzywojennym kolonia leżąca w Polsce, w województwie wileńskim, w powiecie święciańskim, w gminie Kiemieliszki.
W 1931 w 10 domach zamieszkiwały 84 osoby.
Po II wojnie światowej w granicach Związku Sowieckiego. Od 1991 w niepodległej Białorusi.